# Mabel Monje
Julieta Mabel Monje Villa (Coro Coro, Bolivia; 20 de octubre de 1961) conocida como Mabel Monje, es una política, abogada y maestra boliviana. Ejerció como ministra de Medio Ambiente y Agua en el gabinete de Evo Morales del 23 de enero de 2011 al 23 de enero de 2012 fecha en que fue sucedida por Felipe Quispe Quenta

## Biografía
En 1977 llegó desde su pueblo natal a vivir a la ciudad de El Alto. Trabajó allí como maestra. Monje Villa se licenció en abogacía en la Universidad Mayor de San Andrés. Ha trabajado como profesora de filosofía.
Ella ha militado con los movimientos sociales de El Alto, tales como organizaciones como la Confederación Obrera Regional (COR), FEJUVE (Federación de Juntas Vecinales) y es presidenta de la comisión femenina de la organización vecinal de la Urbanización Anexo 16 de Julio. Representó a ese barrio en la FEJUVE de El Alto. Monje Villa se ha desempeñado como vicepresidente de la Asamblea Permanente por los Derechos Humanos de El Alto (APDHEA).
Abogada y maestra, con carrera sindical y en movimientos sociales en la ciudad de El Alto desde hace 10 años. Fue líder de una urbanización alteña.
En abril de 2010, Monje Villa fue elegida como miembro suplente de la Asamblea Legislativa del departamento de La Paz, siendo la suplente de Félix Loayza Rojas.
En diciembre de 2010, el presidente Evo Morales decidió que Monje Villa reemplazara a María Udaeta Velásquez como ministra de Medio Ambiente y Agua, en el recambio ministerial que fue resultado de la protesta contra el aumento de los precios del petróleo.
Es la segunda alteña que trabajó en el gabinete del presidente Evo Morales, después de Abel Mamani, el anterior presidente del FEJUVE, que trabajó en el mismo ministerio en 2006 y 2007. En su toma de posesión, Monje Villa declaró que su principal prioridad como ministra sería combatir los problemas de la sequía en su país. y afirmó que su cargo es una «deuda social».